# 王子大飯店
株式會社王子大飯店（日語：株式会社プリンスホテル）是西武集團企業，與西武鐵道同為核心企業。是西武控股的子公司。王子大飯店也是該企業營運的酒店品牌。在日本國內飯店、休閒業界規模最大。營運以東京都心部為中心的都市飯店與有滑雪場、高爾夫球場等休閒設施的度假區飯店。

## 營運飯店與住宿設施
- 東京王子大飯店，位於日本東京都港區芝公園
- 紀尾井町王子畫廊豪華精選酒店，位於日本東京都千代田區紀尾井町，屬於萬豪的豪華精選系列，建於赤坂王子大飯店舊址改建而成的東京Garden Terrace紀尾井町中。
- 高輪格蘭王子大飯店，位於日本東京都港區高輪
- 大磯王子大飯店，位於日本神奈川縣中郡大磯町
- 屈斜路王子大飯店，位於日本北海道川上郡弟子屈町
- 大津王子大飯店，位於日本滋賀縣大津市
- 赤坂王子大飯店，位於日本東京都千代田區，2011年已停業，建物拆除後改建為東京Garden Terrace紀尾井町。
- 新橫濱王子大飯店，位於神奈川縣橫濱市港北區

### 海外飯店
- 王子大飯店，位於馬來西亞吉隆坡，2002年開業，並加盟西武集團的飯店管理。
- 松花湖西武王子大饭店，位于吉林万科松花湖度假区，2015年西武集團与万科集团合营。
- 王子大飯店 (台灣)

- 華泰王子大飯店，1972年於臺北開業，華泰大飯店企業集團的華泰大飯店，2001年加盟西武集團的飯店管理。
- 劍湖山王子大飯店，2003年於雲林古坑開業，並加盟西武集團的飯店管理。
- 耐斯王子大飯店，2006年西武集團與台灣耐斯集團於嘉義合資經營。

## 收費站
- 萬座收費站
- 鬼押收費站